# Ilha de Margarita
A Ilha Margarida, Ilha de Margarida ou Ilha de Margarita (em castelhano: Isla de Margarita), é uma ilha da Venezuela situada no mar do Caribe, a nordeste de Caracas, a capital do país. Chega-se à ilha num voo de 35 minutos ou pelo ferry-boat que pode levar 2 horas (express) ou 5 horas (convencional), que sai de Puerto la Cruz ou Cumaná. A capital é a cidade de La Asunción, situada no vale homônimo. As indústrias principais são o turismo, pesca e construção civil. A ilha é habitada por cerca de 420.000 pessoas. Um dos principais destinos turísticos da Venezuela, conhecido por sua beleza natural. Uma das mais disputadas atrações de Margarita é a visita ao parque nacional Laguna de La Restinga.

## Toponímia
Margarita é um nome feminino de origem grega Μαργαρίτης ("Margarites"), que significa "pérola". Cristóvão Colombo batizou a ilha com o nome de La Asunción, por ter sido descoberta em 15 de agosto, data religiosa da Assunção de Maria. No ano seguinte, em 1499, Pedro Alonso Niño e Cristóbal Guerra, a rebatizaram com o nome de "La Margarita" devido à abundância de pérolas encontradas na região.
Outra hipótese sugere que o nome "Margarita" se refere à rainha Margarida da Áustria-Estíria. O catalão Pedro Margarit, que viajou junto a Colombo em suas expedições, as batizaria com o nome de Margaritas. Margarita era denominada Paraguachoa pelos indígenas Waikeríes e, segundo Luis B. Mata García em seu livro Toponímia de Povos Neoespartanos, comenta que "Paraguachoa, termo que para alguns investigadores quer dizer "peixes em abundância" e para outros "gente de mar".

## História

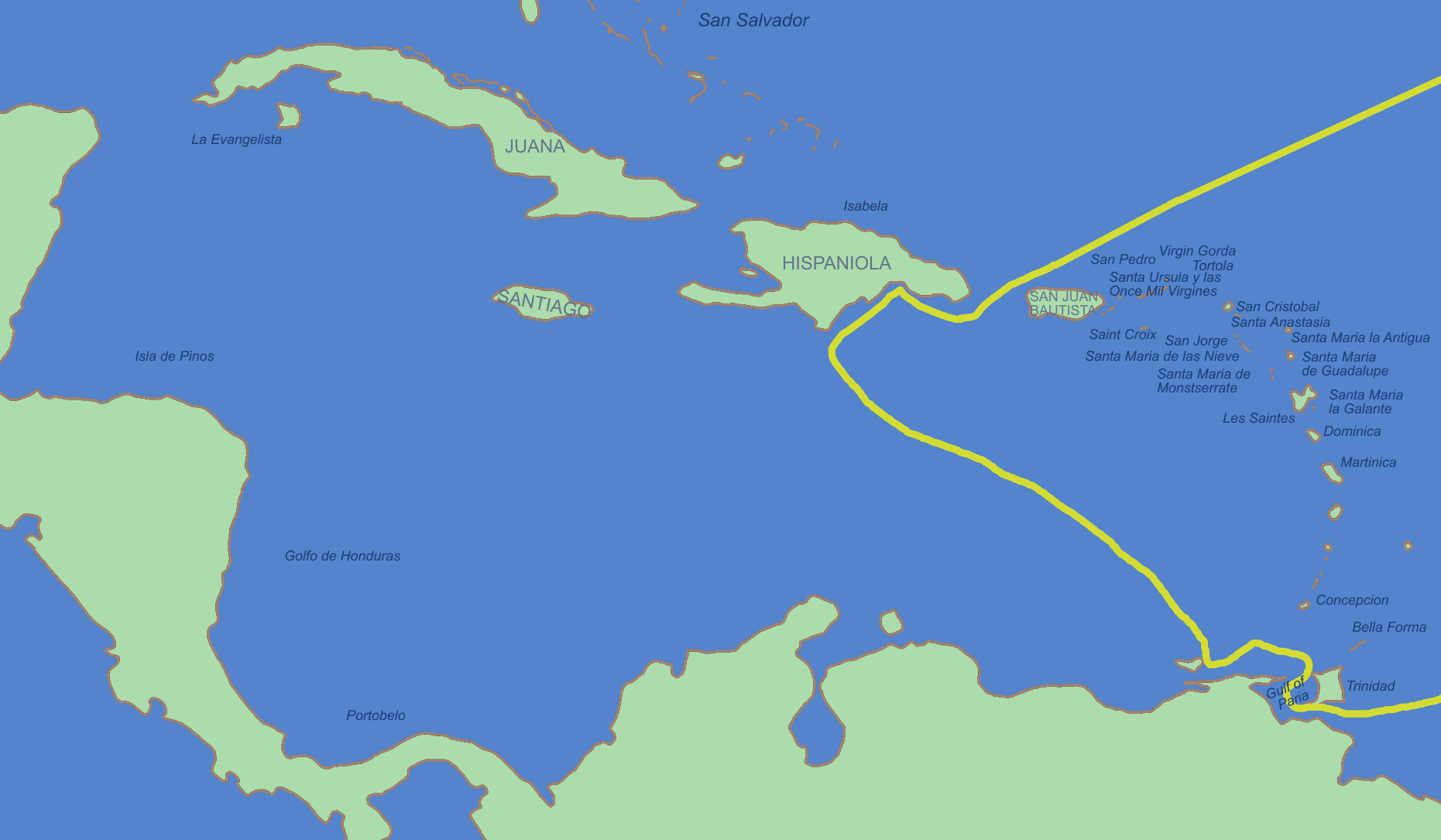
Terceira viagem de Colombo quando chegou à Ilha de Margarita em 15 de agosto de 1498.

Em 15 de agosto de 1498, durante o terceiro viagem, Cristóvão Colombo chegou à Margarita. Na época, a ilha de Margarita era habitada pelos Guaiqueríes, uma etnia indígena que, segundo Alexander von Humboldt, falava uma língua relacionada ao warao.
Quando Colombo chegou à ilha, ele avistou três ilhas, duas delas pequenas, baixas e áridas (as atuais Coche e Cubagua), separadas por um canal de uma terceira, maior, coberta de vegetação e habitada por indígenas que a chamavam de Paraguachoa. Ao chegar à ilha de Margarita, eles foram surpreendidos por um clima agradável e uma grande corrente de água doce. Colombo descreve Margarita em sua carta aos reis:
Em 15 de agosto de 1498, durante sua terceira viagem, Cristóvão Colombo chegou à Ilha de Margarita. Naquela época, a ilha era habitada pelos Guaiqueríes, um grupo indígena que, segundo Alexander von Humboldt, falava uma língua relacionada ao warao. Colombo avistou “três ilhas”, duas pequenas, baixas e áridas (as atuais Coche e Cubagua), separadas por um canal de uma terceira ilha, maior, coberta de vegetação e habitada por indígenas que a chamavam de Paraguachoa. Ao chegar a Margarita, foram surpreendidos por um clima agradável e uma grande corrente de água doce, Colombo descreveu Margarita em uma carta aos reis:
“Eu jamais li ou ouvi falar de tamanha quantidade de água doce tão próxima e vizinha da salgada; e nela também a suavíssima temperatura. E se não vier do Paraíso, parece ainda maior maravilha, pois não creio que se saiba no mundo de um rio tão grande e tão profundo”.— Em 15 de agosto de 1498, durante sua terceira viagem, Cristóvão Colombo
| Proprietário por duas vidas | Período          |
| --------------------------- | ---------------- |
| Marcelo Villalobos          | 1525-1526        |
| Isabel Manrique (interina)  | 1526 / 1527-1542 |
| Aldonza Villalobos Manrique | 1542-1575        |
| Juan Sarmiento (interino)   | 1575             |

Em 18 de março de 1525, o imperador Carlos V estabeleceu a Província ou Governadoria de Margarita, concedendo-a ao licenciado Marcelo Villalobos por duas vidas. Após sua morte em 24 de junho de 1526, sua filha, Aldonza Villalobos Manrique, tornou-se herdeira conforme a capitulação real de 13 de junho de 1527. Como Aldonza era menor de idade, sua mãe, Isabel Manrique de Villalobos, assumiu o governo da ilha. Isabel dedicou-se a trazer colonizadores permanentes e nomeou Pedro de Villárdiga como tenente de governador para auxiliar nas tarefas administrativas. Villalobos tinha o dever de apoiar a evangelização católica na ilha, mas falhou nessa atribuição. Assim, Margarita foi assistida espiritualmente pelas dioceses de Santo Domingo e Porto Rico simultaneamente e sem aprovação real, gerando conflitos de interesse, principalmente pela cobrança de dízimos de Cubagua. Esse conflito foi resolvido em 1535, quando o rei designou provisoriamente o bispado de Porto Rico como responsável.
Em 1529, foi fundada San Juan Bautista, a primeira comuna espanhola na ilha de Margarita, por Pedro de Alegría, sucessor de Francisco Fajardo e primeiro europeu a se estabelecer no vale de San Juan Bautista, onde formou uma fazenda de gado. O diretório da diocese de Margarita nomeou San Juan Bautista como paróquia em 1529. Em 7 de dezembro de 1537, uma Real Cédula de Valladolid reconheceu Pedro de Alegría como o primeiro colonizador e agricultor da ilha, criando o primeiro rebanho de gado.

#### Criação de Gado

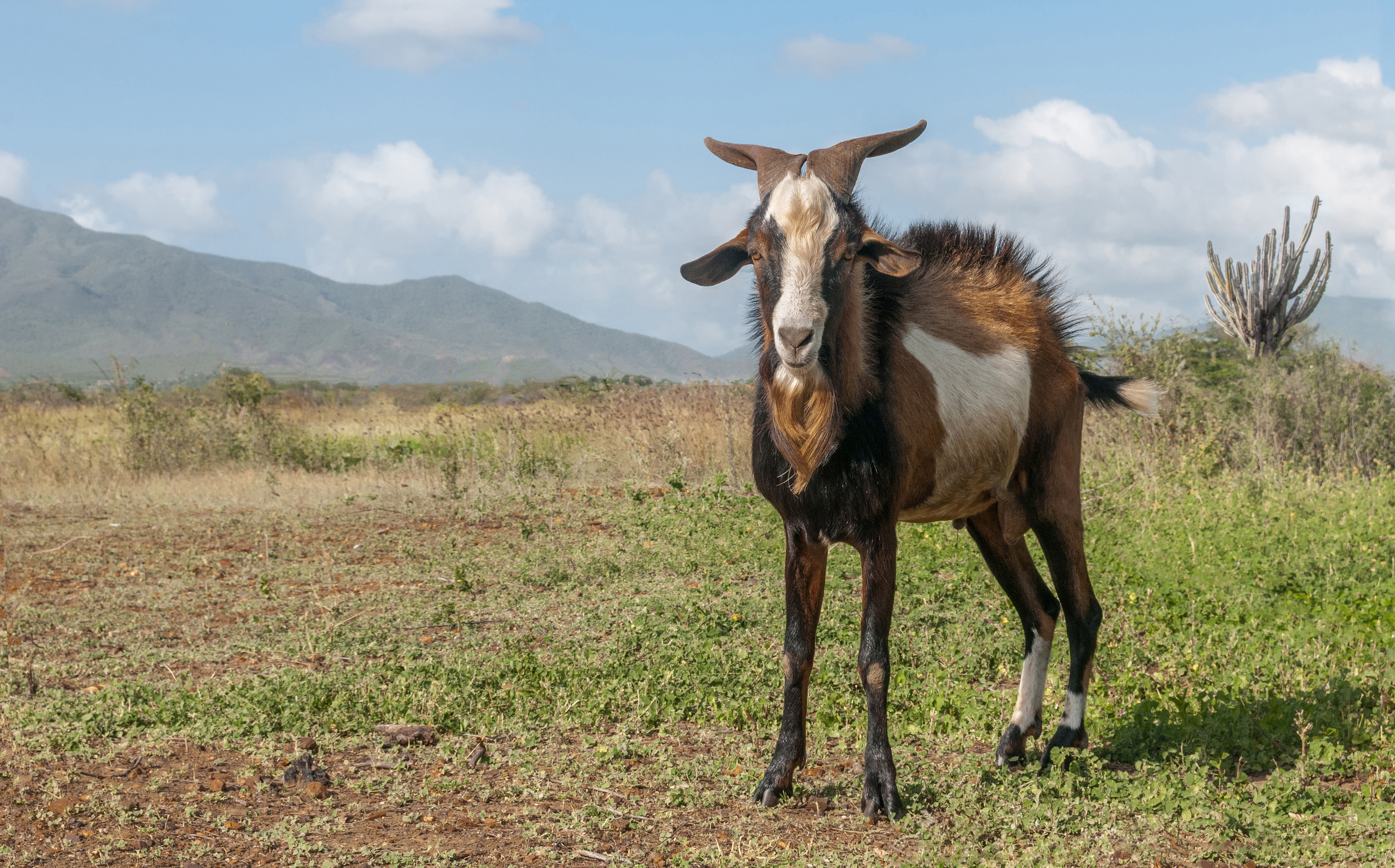
Caprinos da região pertencente ao Vale de San Juan na época

As primeiras espécies de gado bovino, equino e caprino chegaram a San Juan em 1528. Os animais se adaptaram a condições ideais para a reprodução, de modo que, a partir da década de 1540, San Juan se tornou o principal fornecedor de gado para diversas partes do Terra Firme e da própria governadoria da Venezuela. Os bovinos e cavalos de San Juan eram enviados até mesmo para territórios distantes como a Nova Granada. Da mesma forma, o vale de San Juan fornecia também os animais necessários para expedições de exploração e conquista em várias regiões do Caribe, que obtinham na ilha os suprimentos necessários, como citado em 1569, na empresa de Diego Fernández de Serpa: “em 4 de outubro, em troca de algumas mercadorias que levava, comprou oitocentas vacas a serem entregues nas planícies da Venezuela. Os soldados que puderam se equiparam com cavalos na ilha, onde permaneceram oito dias...”. Assim, as atividades de criação de gado eram consideráveis.
A ilha foi devastada por ataques constantes de piratas, corsários e caribes, resultando em saques e destruição 14 vezes ao longo de sua história. Isso resultou no encarecimento dos alimentos na ilha, tanto pela necessidade de repor os estoques quanto pelos saques de navios em alto mar. Além disso, os habitantes não se dedicavam à agricultura, pois passavam a maior parte do tempo construindo fortes e defendendo a ilha, temendo atrair inimigos e impossibilitando a diversificação das atividades agropecuárias. Em 1577, Manuel de Mercado encontrou a ilha em condições deploráveis, referindo-se a ela como "muito castigada" devido ao fato de que, em 15 de agosto de 1576, foi saqueada e incendiada por franceses, restando apenas a igreja e "4 ou 5 casas em que os franceses se fortificaram". Em 1677, a governadoria da ilha enfrentou problemas devido aos rebanhos de cabras que atraíam piratas, e em abril desse ano, a maior parte da ilha foi incendiada e as fazendas foram saqueadas até mesmo nas áreas rurais onde os habitantes haviam se refugiado.

#### Tirano Aguirre e seus "marañones"

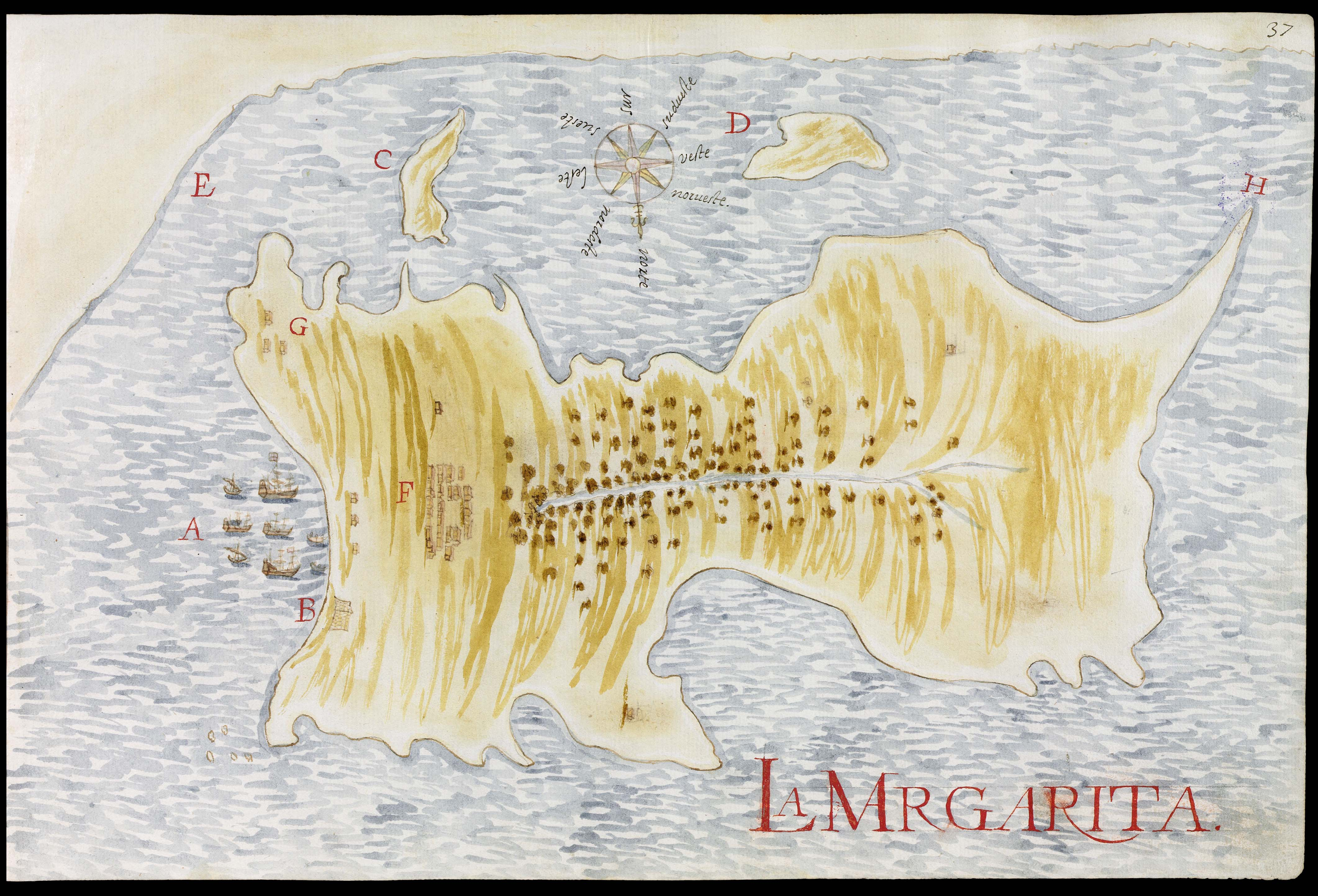
Mapa espanhol da ilha Margarita. Nicolás de Cardona, 1632.

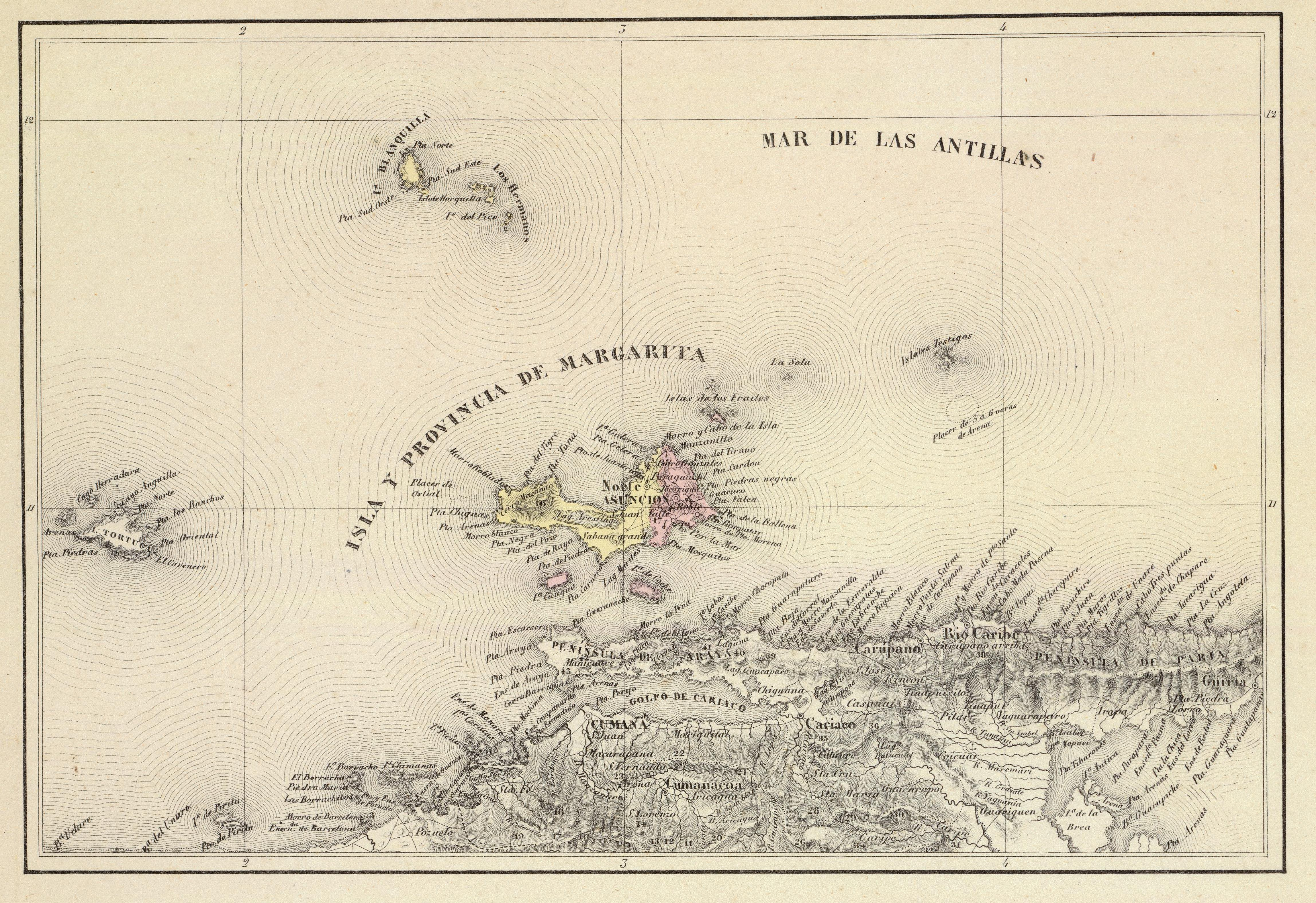
Mapa de 1840 feito por Agustín Codazzi

Em 20 de julho de 1561, o conquistador Lope de Aguirre, conhecido como Tirano Aguirre, chegou à ilha de Margarita vindo do Peru, e tomou posse dela, instaurando um regime de terror. Antes de partir para o continente, realizou inúmeros saques e assassinou o governador e centenas de habitantes. Ele fez os moradores acreditarem que possuía um grande tesouro dos incas, e, cobiçando-o, incluindo o governador Don Juan Villadrando, caíram no engano. Aguirre prendeu o governador e membros do Cabildo. Depois, tomou La Asunción e vilarejos vizinhos à força. Informadas as autoridades do continente, enviaram Francisco Fajardo para combatê-lo. Antes de abandonar Margarita, Aguirre enforcou o governador e 50 moradores. Ele escreveu outra carta ao rei da Espanha insultando-o, desta vez assinando como "O Peregrino" e "Príncipe da Liberdade". Em 29 de agosto de 1561, partiu de Margarita rumo a Borburata no continente, onde sua rebelião contra a monarquia espanhola tomou outro rumo. Borburata também foi saqueada por Aguirre e seus "marañones". A província esteve sob a Real Audiencia de Santo Domingo até 1739, quando foi anexada ao Vice-Reino de Nova Granada, junto com as demais províncias venezuelanas. Em 1830, com a fundação da República da Venezuela, foi uma das suas 13 províncias originais.
Até 1739, a ilha havia sido administrada pela Real Audiencia de Santo Domingo, antes de ser anexada ao Vice-Reino de Nova Granada. Em 6 de setembro de 1777, sob a administração de Luis de Unzaga y Amézaga, tornou-se parte da Capitania-Geral da Venezuela, sendo a província de Margarita a mais antiga. Unzaga incentivou o livre comércio e criou escolas públicas, beneficiando a economia venezuelana. responsável por transportar via marítima passageiros, veículos particulares e cargas pesadas entre Puerto La Cruz (Anzoátegui), Cumaná (Sucre) e Punta de Piedras, realizando até viagens para a Ilha de Coche. Após possuir uma importante frota, o abandono e a falta de manutenção dos ferries, além de casos de corrupção, deixaram a chamada La Nueva Conferry operando com apenas uma embarcação. Durante a década de 2010 e o início de 2020, empresas privadas como Gran Cacique, Naviarca e Navibus também realizaram transportes para a Ilha de Margarita, a partir do Porto de Guanta, no Estado de Anzoátegui. Além disso, há um serviço de ferry da Naviera Paraguaná partindo de La Guaira. Alguns ferries que partem de Guanta atracam no porto de El Guamache.

## Geografia

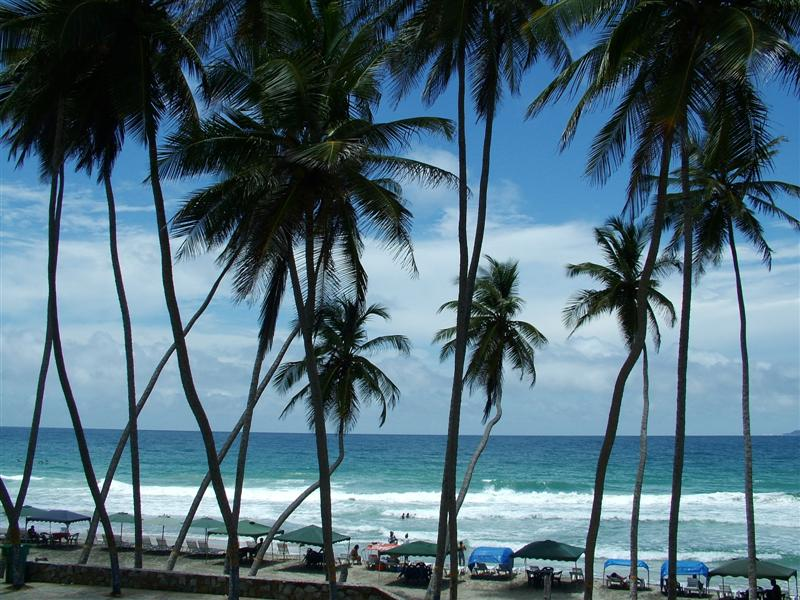
Praia na ilha de Margarita

É a maior das ilhas do Caribe venezuelano, situada entre as latitudes 10°52′ e 11°11′ N e as longitudes 63°47′ e 64°24′ 0. A Ilha de Margarita é a maior ilha do estado Nueva Esparta, com uma área de 956 km² e uma distância de aproximadamente 22 km até o continente. Na verdade, Margarita é o resultado da união de duas ilhas ligadas por um istmo, sendo compostas por duas áreas com maciços montanhosos, unidas por um istmo de relevo muito baixo e árido, além de uma laguna costeira (La Restinga), circundada por uma linha fina de praia.
O maciço ocidental é conhecido como Península de Macanao e o oriental como Paraguachoa, nome dado pelos indígenas à ilha, que significa lugar de abundância de peixes, embora frequentemente seja chamado de Margarita Oriental.
No maciço oriental está localizada a capital do estado, La Asunción, além de outras cidades importantes como Porlamar, Pampatar, San Juan Bautista e Juan Griego. Grande parte da população vive nesta região da ilha, onde se encontram as áreas urbanas mais densamente povoadas. La Asunción é a capital do estado, com uma população de cerca de 30 000 habitantes e está localizada a 10 quilômetros da costa leste da ilha. Ao sul de La Asunción, as cidades costeiras de Porlamar e Pampatar possuem populações de 140 000 e 50 000 habitantes, respectivamente. Pampatar e Porlamar são os principais centros comerciais da ilha, onde se concentram hotéis, apartamentos, bares e restaurantes. Outra cidade turística de destaque é Juan Griego, localizada na costa nordeste, com cerca de 30 000 habitantes.
As ilhas e arquipélagos da Venezuela apresentam as características típicas das ilhas do Caribe sul, com vegetação escassa devido à pouca quantidade de chuvas, resultando em escassez de água doce. A Ilha de Margarita não é exceção, no entanto, possui um sistema orográfico em Macanao, onde é possível observar vegetação nas cumes das montanhas e encostas, mas a falta de água tornou a ilha dependente de um sistema de aquedutos submarinos vindos do continente. O ponto mais alto é o Cerro San Juan, com 957 m.

### Relevo

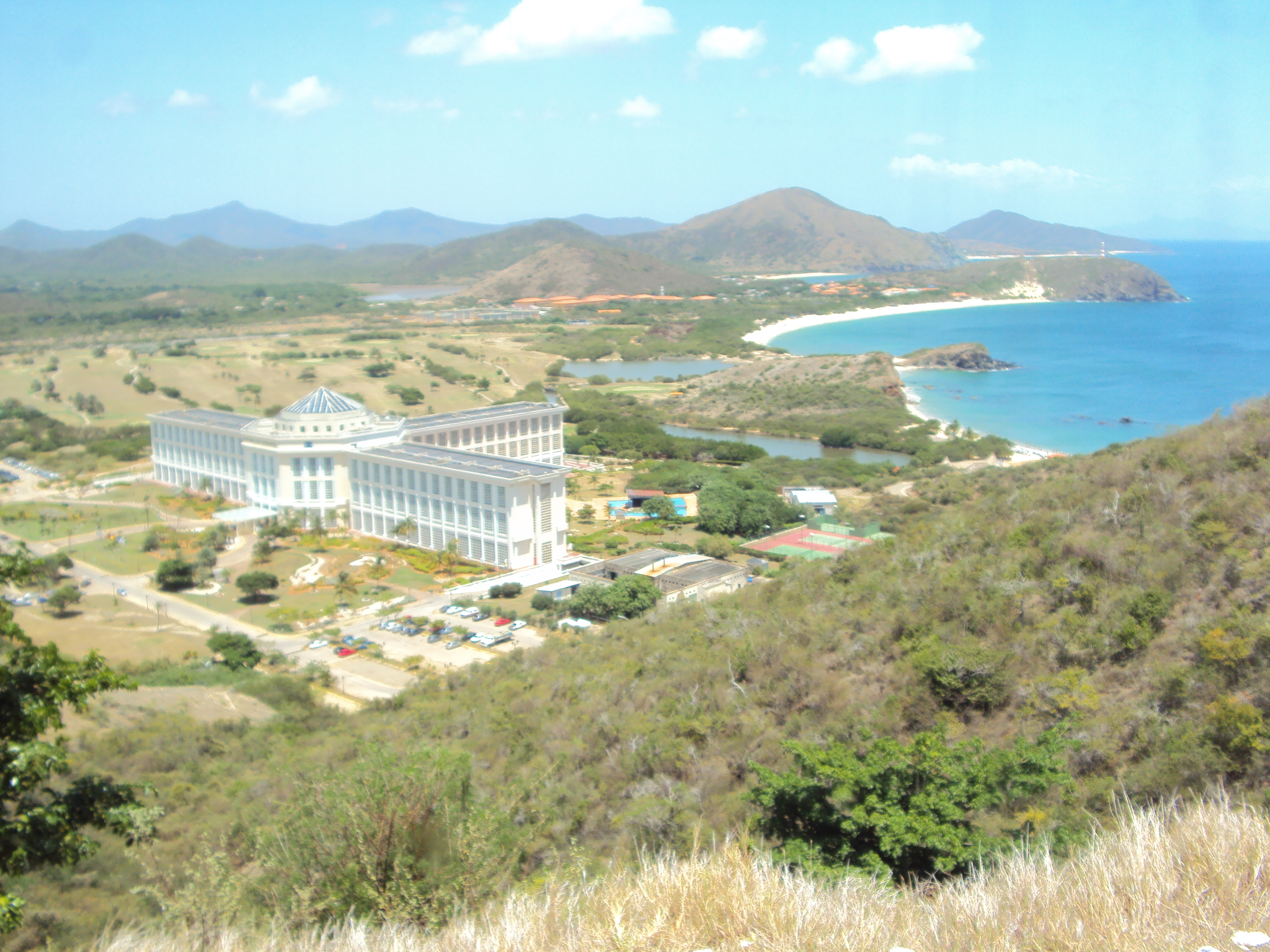
Vista da Ilha de Margarita

A Península de Macanao é caracterizada por uma espinha dorsal montanhosa de direção oeste-leste, com várias culminações, sendo o Pico de Macanao o mais alto, com 760 m s. n. m.. Dessa região axial, vários contrafortes secundários se estendem de norte a sul, com vales profundos dissecados, destacando-se o Vale de San Francisco na região centro-norte. O maciço central é rodeado por um sopé que forma uma faixa mais ou menos contínua e estreita, chegando à costa no norte e sul da península.
A parte oriental da Ilha de Margarita é composta por um maciço montanhoso que se estende de norte a sul, desde o norte de Porlamar até Cabo Negro; ao norte, desde a localidade de El Espinal, o maciço montanhoso sobe abruptamente até as culminações de San Juan ou Cerro Grande e Copey, com 957 e 890 m s. n. m., respectivamente. Os morros Matasite e Guayamurí são extensões da cordilheira. Ao norte, destaca-se o Cerro Tragaplata.
Entre as maiores elevações encontradas na ilha, destacam-se:
| Paraguachoa      | Altitude (m s. n. m.) | Península de Macanao | Altitude (m s. n. m.) |
| ---------------- | --------------------- | -------------------- | --------------------- |
| Cerro San Juan   | 957                   | Cerro Macanao        | 750                   |
| Cerro Copey      | 890                   | Cerro Los Cedros     | 745                   |
| Cocheima         | 810                   | Cerro Risco Blanco   | 680                   |
| Cerro Tragaplata | 640                   | Cerro Guaraguao      | 660                   |
| Cerro El Cacho   | 510                   | Cerro Soledad        | 540                   |
|                  |                       | Cerro Piedra Lisa    | 500                   |
|                  |                       | Cerro El Castillo    | 380                   |

### Clima

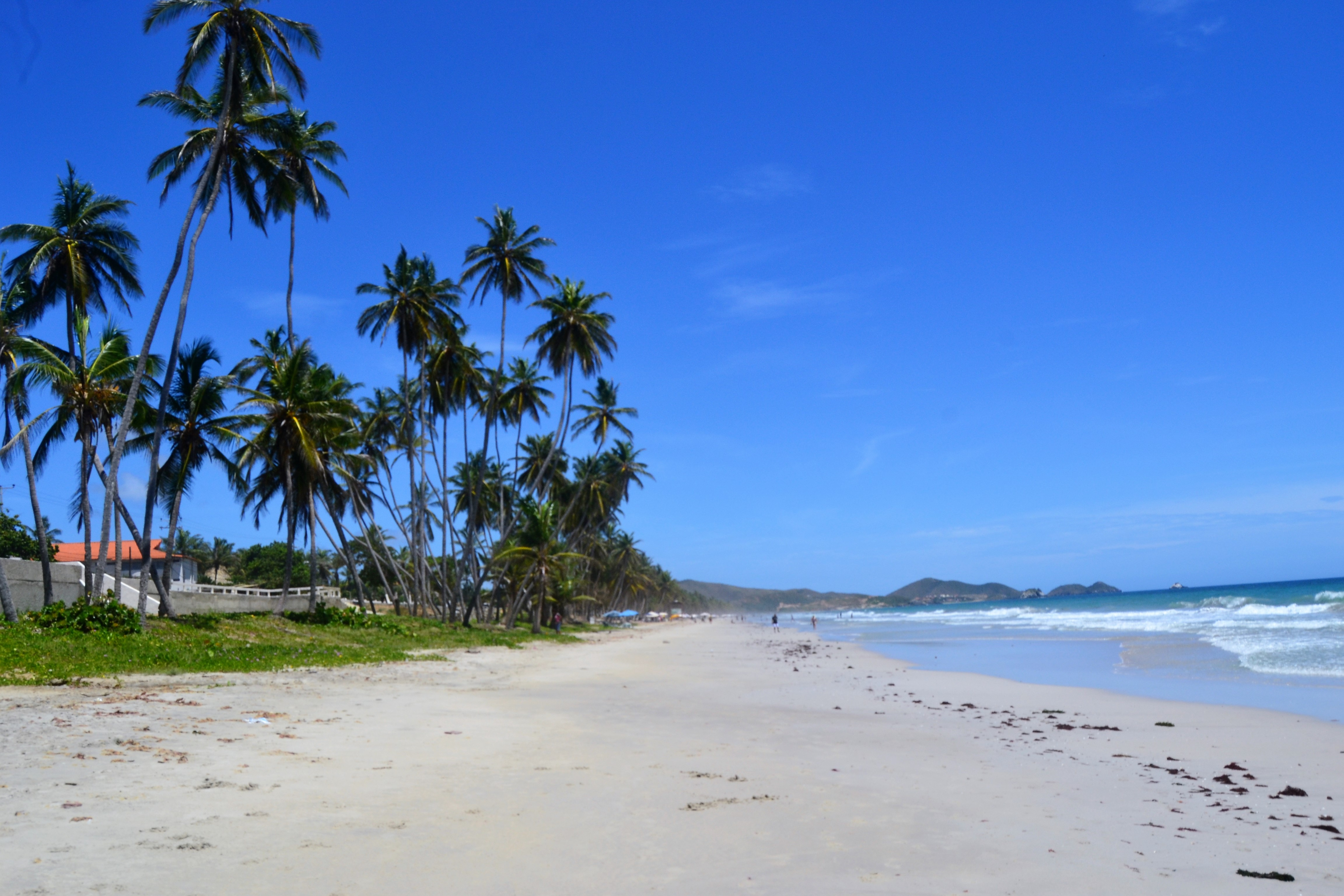
Playa el Agua, na Ilha Margarita.

É caracterizada principalmente por um clima tropical semi-árido seco acompanhado por sol radiante, principalmente na Península de Macanao. A temperatura média é de 27°C com temperaturas mínimas variando entre 22 e 23°C e temperaturas máximas que podem facilmente ultrapassar os 34°C. Há exceções como cerro Copey onde se percebe um tipo de clima montanhoso onde a temperatura pode cair drasticamente até 14°C.
A precipitação é comum nos meses de inverno ou na estação chuvosa que começa em meados de novembro-fevereiro (embora geralmente seja bastante escassa). Nenhuma queda de neve ou granizo foi registrada na Ilha Margarita. Por estar localizada no Mar do Caribe, próximo ao equador terrestre, os raios solares incidem perpendicularmente sobre a ilha e por isso é aconselhável usar sempre algum tipo de protetor solar ao visitar suas praias.

### Fauna
A Ilha de Margarita possui uma grande variedade de animais, e uma quantidade significativa deles está em perigo de extinção.[carece de fontes?] Entre os animais mais destacados da ilha estão:
| Animais de Margarita | Animais de Margarita        | Animais de Margarita                                         | Animais de Margarita | Animais de Margarita                                            |
| Classe               | Espécie                     | Descrição                                                    | Peso                 | Alimentação                                                     |
| -------------------- | --------------------------- | ------------------------------------------------------------ | -------------------- | --------------------------------------------------------------- |
| Mamíferos            | Odocoileus margaritae       | Veado endêmico de Margarita                                  | 30 kg                | Folhas, frutas e materiais vegetais.                            |
| Mamíferos            | Leopardus pardalis          | Cunaguaro (Ocelote da Venezuela)                             | 11 kg                | Répteis jovens, aves, ovos de tartaruga, macacos, entre outros. |
| Mamíferos            | Cebus apella margaritae     | Macaco capuchinho                                            | Entre 1,5 e 4 kg     | Frugívoros, herbívoros e insetívoros.                           |
| Mamíferos            | Sciurus granatensis nesaeus | Esquilo endêmico de Margarita                                | Variável             | Diverso, incluindo frutos e sementes.                           |
| Mamíferos            | Dasypus novemcinctus        | Tatu                                                         | Variável             | Onívoro, com preferência por insetos.                           |
| Mamíferos            | Sylvilagus floridanus       | Coelho margaritenho                                          | Variável             | Herbívoro.                                                      |
| Mamíferos            | Outras espécies             | Gambá, Cuíca                                                 | Variável             | Variável.                                                       |
| Aves                 | Mimus gilvus                | Sabiá-do-campo ou mimídeo tropical                           | Variável             | Onívoro.                                                        |
| Aves                 | Quiscalus lugubris          | Graúna caribenha ou pássaro-preto                            | Variável             | Onívoro.                                                        |
| Aves                 | Columbina squammata         | Rolinha escamosa                                             | Variável             | Granívoro.                                                      |
| Aves                 | Turdus nudigenis            | Sabiá olhos de lampião                                       | Variável             | Onívoro.                                                        |
| Aves                 | Thraupis glaucocolpa        | Sanhaçu                                                      | Variável             | Frugívoro.                                                      |
| Aves                 | Melanerpes rubricapillus    | Pica-pau-de-cabeça-vermelha                                  | Variável             | Insetívoro e frugívoro.                                         |
| Aves                 | Leucippus fallax            | Beija-flor pardo                                             | Leve                 | Néctar e alguns insetos.                                        |
| Aves                 | Chlorostilbon mellisugus    | Beija-flor-de-cauda-azul                                     | Leve                 | Néctar.                                                         |
| Aves                 | Coereba flaveola            | Cambacica                                                    | Leve                 | Néctar, frutas e alguns insetos.                                |
| Aves                 | Thamnophilus doliatus       | Choca-barrada                                                | Variável             | Insetívoro.                                                     |
| Aves                 | Ortalis ruficauda ruficauda | Aracuã de Tobago e Margarita                                 | Variável             | Frugívoro.                                                      |
| Aves                 | Icterus icterus             | Corrupião                                                    | Variável             | Onívoro.                                                        |
| Aves                 | Cardinalis phoeniceus       | Cardeal                                                      | Variável             | Granívoro e frugívoro.                                          |
| Répteis              | Iguana iguana               | Iguana                                                       | Variável             | Herbívoro.                                                      |
| Répteis              | Outras espécies             | Cobra-de-duas-cabeças, Cascavel, Coral, Guaripete, Lagartixa | Variável             | Carnívoro ou insetívoro, dependendo da espécie.                 |

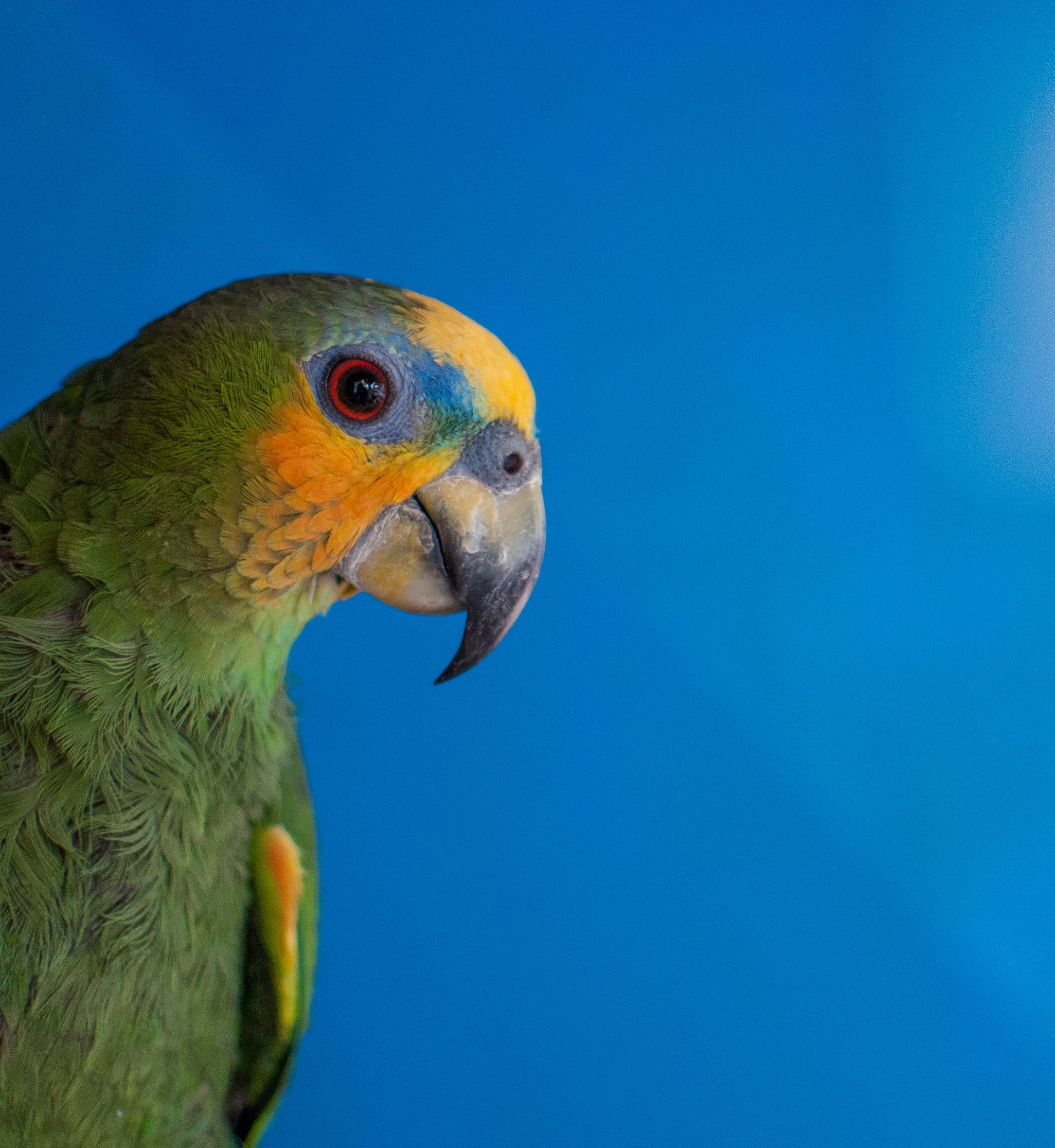
Amazona amazonica da Ilha de Margarita.

- O Odocoileus margaritae é uma espécie de veado endêmica da ilha. Esse veado particular só é encontrado na Ilha de Margarita, já que na Ilha de Coche não há mais exemplares, embora se acredite que houve no passado. Esse veado está agora em estado crítico de extinção.[carece de fontes?] Ele tem um peso máximo estimado de cerca de 30 kg, alimenta-se de folhas, frutas e materiais vegetais. Além disso, é a menor espécie do gênero Odocoileus. Estão localizados principalmente na península de Macanao e no Parque Cerro el Copey, onde raramente são vistos esses veados de cauda branca.
- O Leopardus pardalis é um mamífero carnívoro distribuído pela América, possuindo 10 subespécies, entre elas o ocelote da Venezuela (Leopardus pardalis melanurus), que também é encontrado na Guiana, Trinidad, Barbados e Granada. Este felino pertence à família Felidae. Estudos ainda não confirmaram se esse mamífero está em perigo na ilha, pois ele é de "menor preocupação" segundo a IUCN em termos globais. Em Margarita e na Venezuela, ele é conhecido como cunaguaro. Seu peso é geralmente de 11 kg, tornando-se assim um felino de tamanho médio; alimenta-se de répteis jovens, aves, ovos de tartaruga, macacos, entre outros.
- O Cebus apella margaritae é chamado em Margarita de macaco capuchinho ou macaco comum. Esta é outra das espécies em perigo de extinção na ilha. É uma espécie endêmica, pesando entre 1,5 e 4 kg, sendo de tamanho pequeno e caracterizada por sempre ter uma expressão fofa. Eles vivem em grupos, e o perigo para a espécie deve-se à perda de habitat e à caça. Na alimentação, são frugívoros, herbívoros e insetívoros.
- O Sciurus granatensis nesaeus é uma subespécie de esquilo endêmica da ilha, já que existem mais de 30 subespécies desse tipo de esquilo.
- O Dasypus novemcinctus (Tatu) é um mamífero aparentado com os tamanduás e preguiças. Está distribuído desde os Estados Unidos até a Argentina. Possui cerca de cinco subespécies, incluindo a de Venezuela e/ou Margarita.

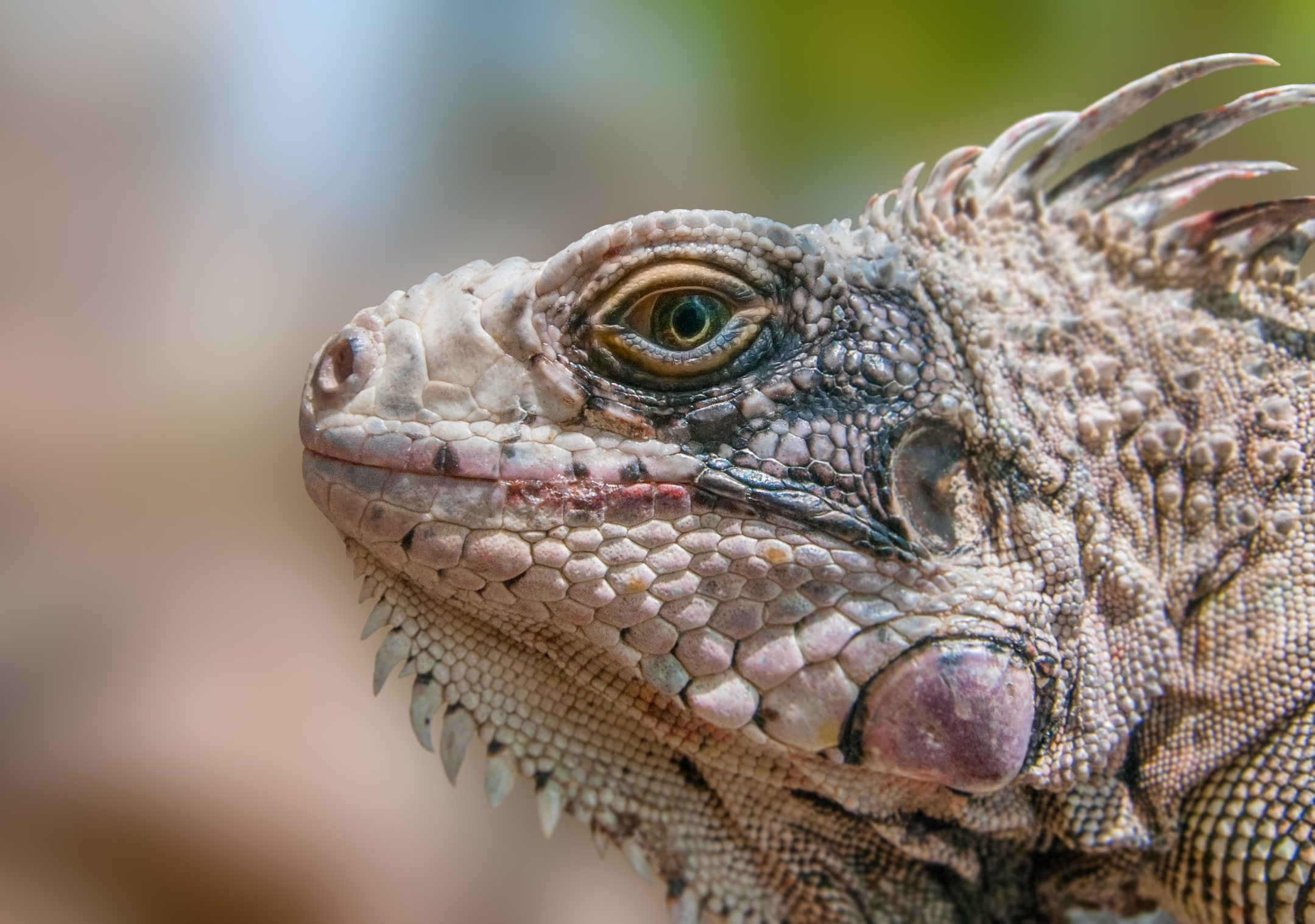
Iguana iguana da Ilha de Margarita.

Outras espécies encontradas em Margarita são o gambá, a cuíca e o coelho margaritenho (Sylvilagus floridanus). Há também várias espécies de répteis, como a Iguana, que antes era mais abundante na ilha, mas sua caça para o consumo de ovos e carne a colocou em perigo em Margarita; cobra-de-duas-cabeças, cascavel, coral, guaripete e lagartixa.
Muitas espécies de aves podem ser encontradas em vários pontos da ilha, como o sabiá-do-campo ou mimídeo tropical (Mimus gilvus), graúna caribenha ou pássaro-preto (Quiscalus lugubris), rolinha escamosa (Columbina squammata), sabiá olhos de lampião (Turdus nudigenis), sanhaçu (Thraupis glaucocolpa), pica-pau-de-cabeça-vermelha (Melanerpes rubricapillus), beija-flor pardo (Leucippus fallax), beija-flor-de-cauda-azul (Chlorostilbon mellisugus), cambacica (Coereba flaveola), choca-barrada (Thamnophilus doliatus), aracuã de Tobago e Margarita (Ortalis ruficauda ruficauda), corrupião (Icterus icterus), cardeal (Cardinalis phoeniceus), perdiz, pomba, rolinha, juriti e, a mais importante, a cotorra margaritenha (Amazona barbadensis rothschildi), símbolo natural da ilha e espécie em extinção.
Também é possível encontrar espécies como a escolopendra ou centopeia gigante (Scolopendra cingulata).

### Solos

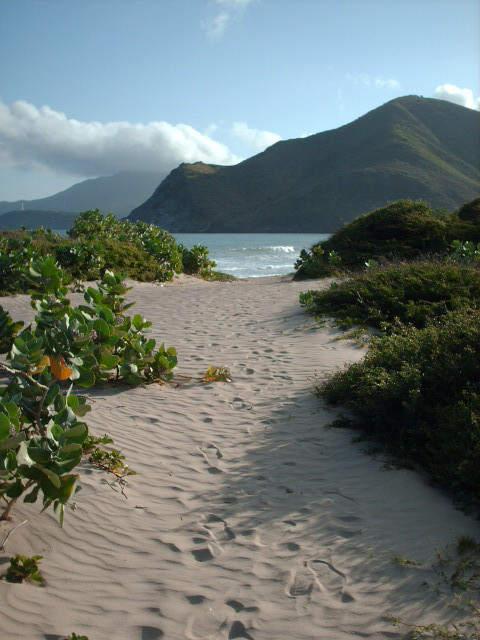
Baía de Prata.

A Ilha de Margarita, localizada no Caribe ao nordeste da Venezuela, apresenta uma diversidade de solos que refletem uma história geológica e ambiental complexa. Esses solos foram formados por uma combinação de processos de adição, perda ou transposição de materiais. Esses processos são especialmente ativos em zonas áridas e com escassa vegetação. À primeira vista, esses solos podem parecer finos e pouco desenvolvidos, mas foram modelados por uma variedade de fatores naturais e humanos. A erosão, acelerada por atividades como o sobrepastoreio e o desmatamento — realizado para habilitar terras para a agricultura —, é um dos principais problemas que esses solos enfrentam. Além disso, as oscilações históricas do nível do mar influenciaram a conformação dos solos costeiros.
Nos vales de Margarita, a história é diferente. Nessas áreas, encontram-se solos ricos e bem desenvolvidos, frequentemente com uma camada orgânica substancial. Eles são protegidos da erosão, em grande parte graças a uma densa cobertura vegetal. Embora essas terras sejam ideais para a agricultura, elas representam apenas uma pequena proporção do total da ilha. Nas áreas de sopé de montanhas, observam-se solos formados a partir de cones de dejeção e materiais coluviais, que são característicos de regiões onde o relevo é acentuado. Esses solos, com sua alta proporção de pedras, contrastam com as planícies mais férteis, oferecendo um testemunho do rico tapete geológico da ilha.

### Vegetação

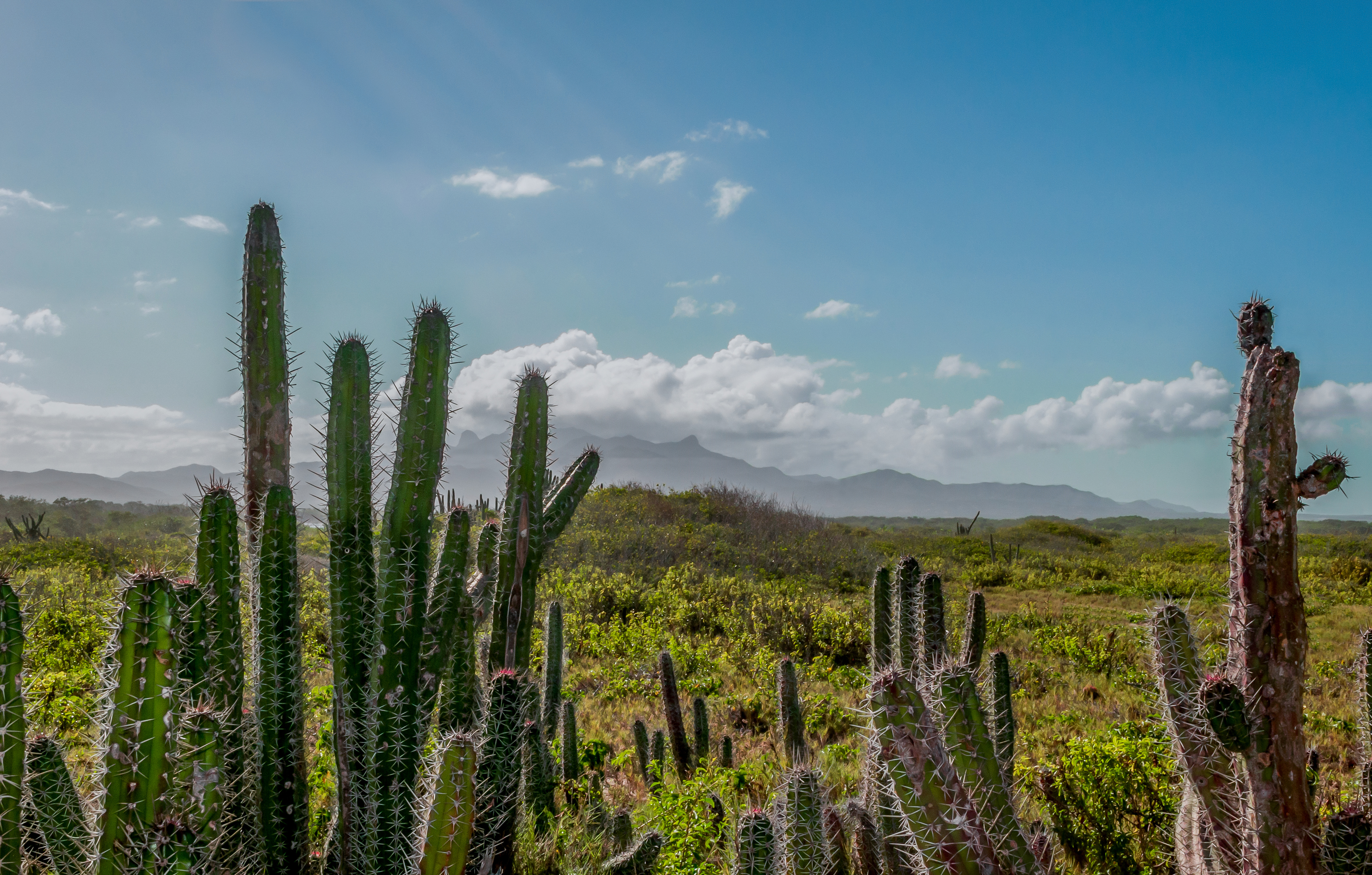
Stenocereus heptagonus da península de Macanao

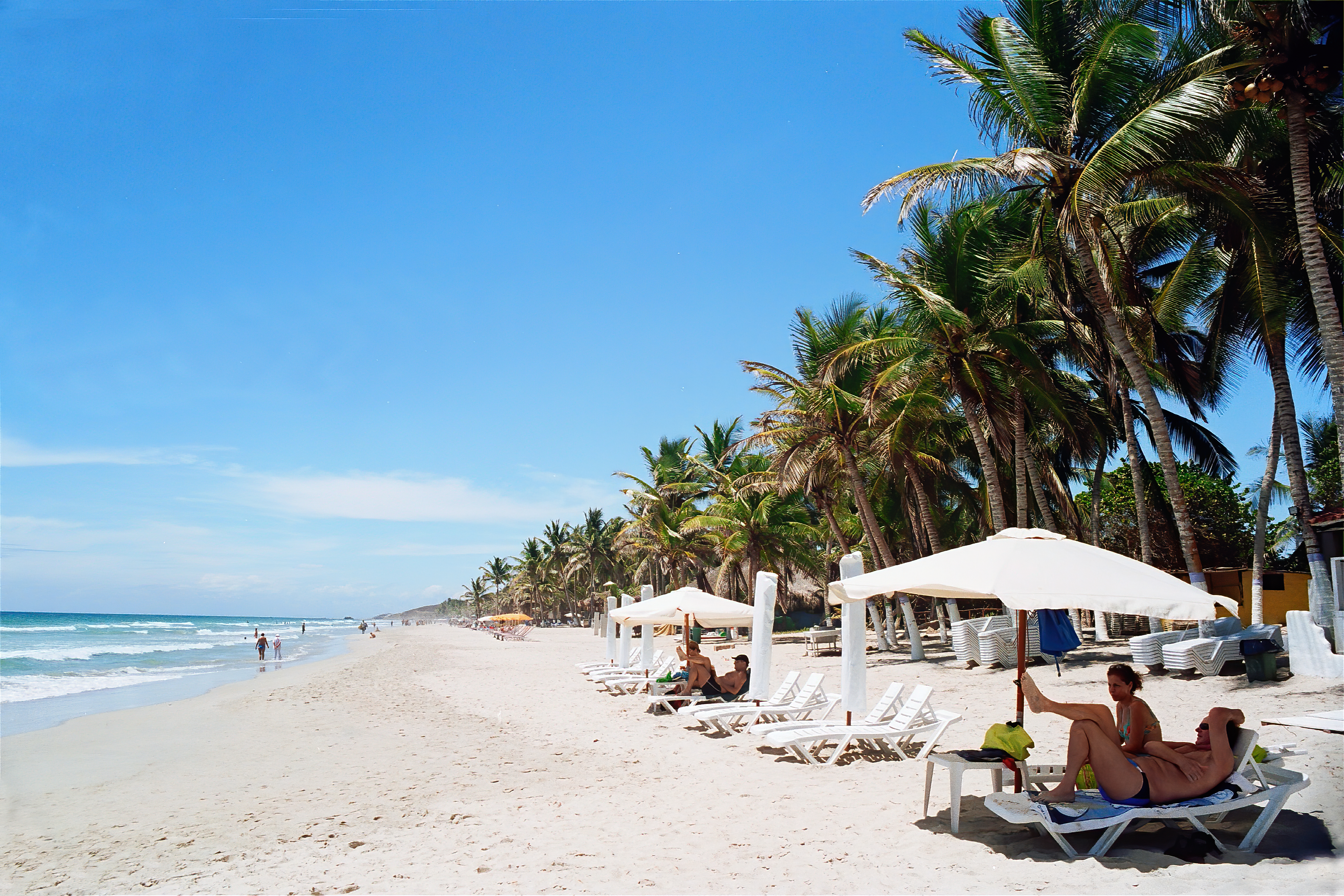
Praia El Agua, Ilha de Margarita.

Na Ilha de Margarita, os efeitos climáticos e/ou edáficos criaram uma mistura de zonas de vida, com variados ecossistemas que vão desde a vegetação desértica tropical, nas zonas baixas e secas, até o mato espinhoso e a floresta seca tropical em áreas mais elevadas. No Cerro Copey, encontra-se a floresta úmida premontana, enquanto nas áreas pantanosas e salinas predominam os mangues. As espécies mais representativas incluem oliveiras, dividive e pardillo, em torno dos cerros Copey, Matasiete e Guaraguao.
A floresta muito seca está presente em áreas onde a vegetação foi amplamente modificada. As principais espécies incluem cují, guatacare, guamache, cardón, dividive e oliveira. Os espinhais e a vegetação desértica, que são as formações predominantes do estado, ocupam as planícies costeiras. Suas principais espécies são abrojo, cují (yaque), orégano, tuna, cardón, dividive (guatapanare), guamache e urtiga (guaritoto), entre outras. As concentrações de mangues estão localizadas em La Restinga, Las Marites e outras áreas costeiras. As espécies mais importantes são o mangue-vermelho, o botoncillo e o mangue-preto.
Na ilha também é abundante o manzanillo (Hippomane mancinella), uma árvore extremamente tóxica e perigosa.
A ilha também abriga um tipo de tomate conhecido como Tomate Margariteño.

## Demografia

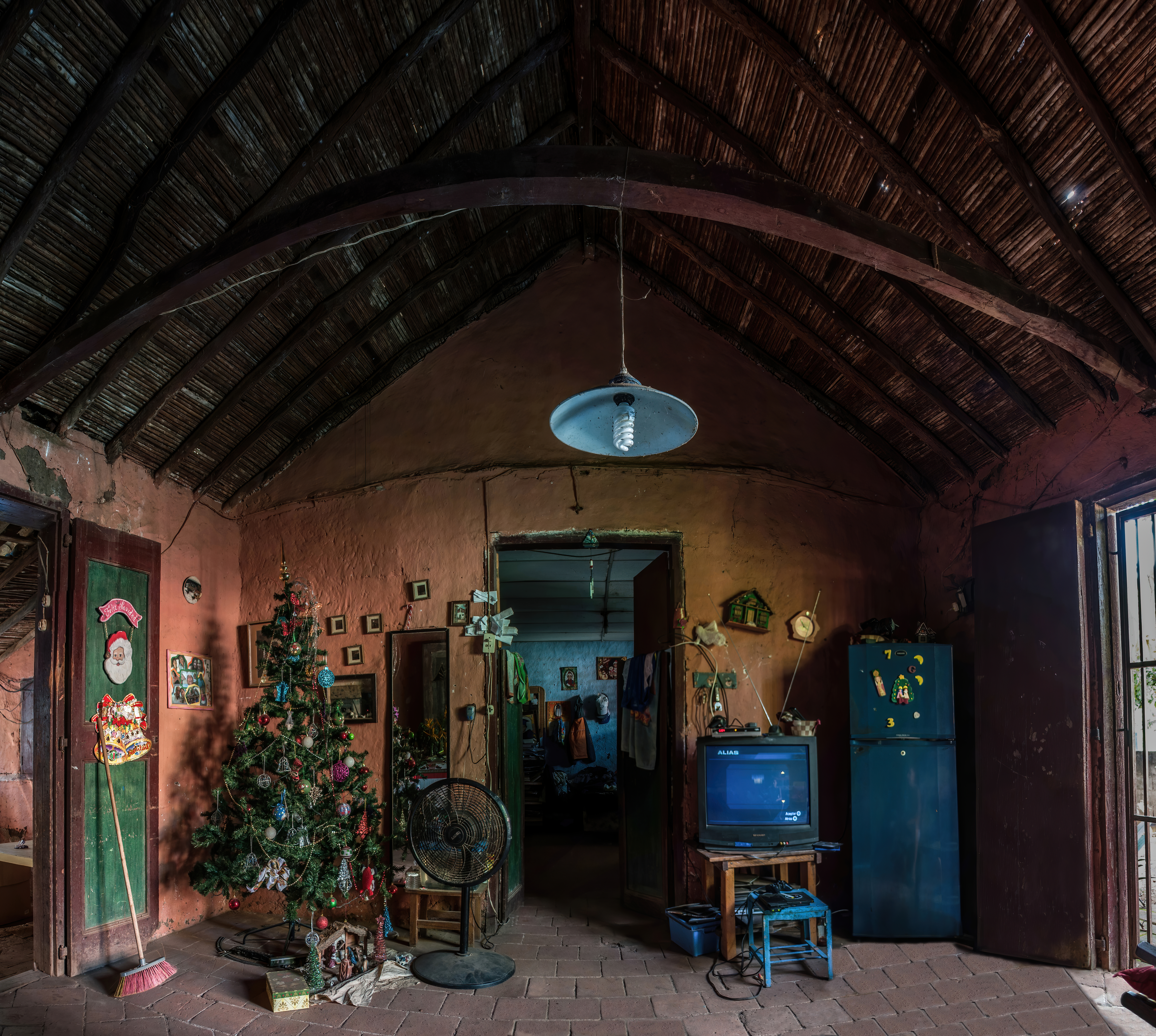
Uma casa típica de San Juan Bautista

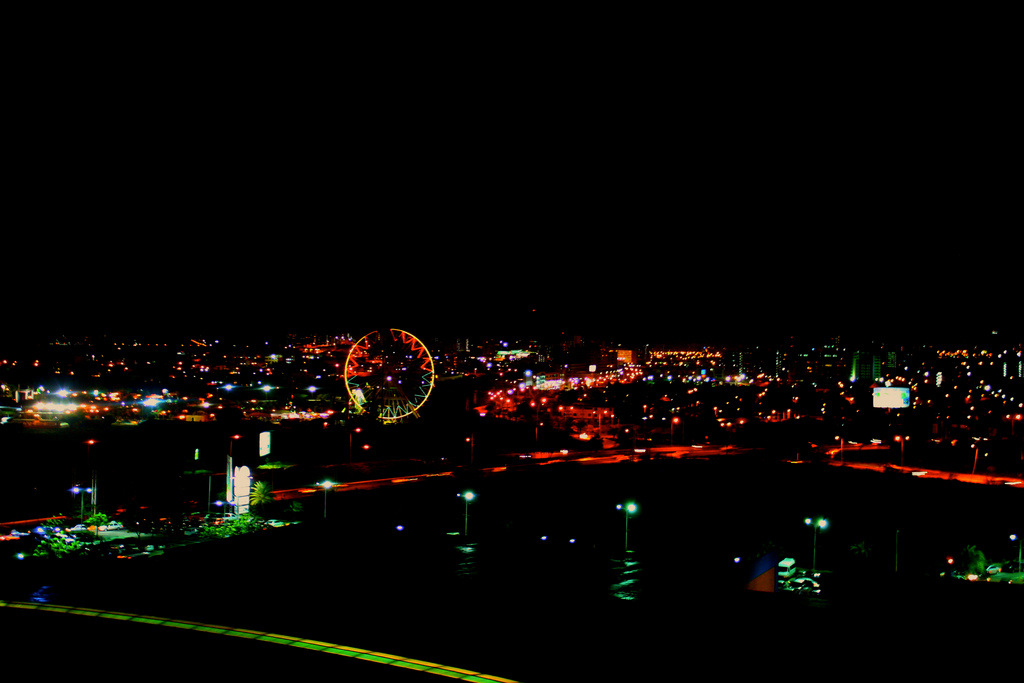
Vista noturna da Ilha de Margarita

O gentílico dos nativos é margariteños/as e neoespartanos/as. A ilha abriga um grande número de estrangeiros, entre eles: árabes (principalmente do Líbano e da Síria), europeus (espanhóis, italianos, alemães, portugueses), chineses, além de pessoas de diversas partes da América Latina (argentinos, peruanos, uruguaios, colombianos e chilenos). Muitas dessas pessoas chegaram à ilha no início da década de 1960, e nos anos seguintes houve um grande aumento do mestizaje.
La Asunción é a capital política, mas a maior cidade é Porlamar, que concentra cerca de 25% da população neoespartana, representando mais de um quarto da população da ilha. A população de Margarita é de 491.610 habitantes, embora esse número tenda a flutuar durante os períodos de férias ou temporadas festivas, quando, de acordo com dados de 2007 do noticiário regional Telecaribe, cerca de 200.000 visitantes, principalmente da região central e oeste do país, chegam à ilha.

## Religião

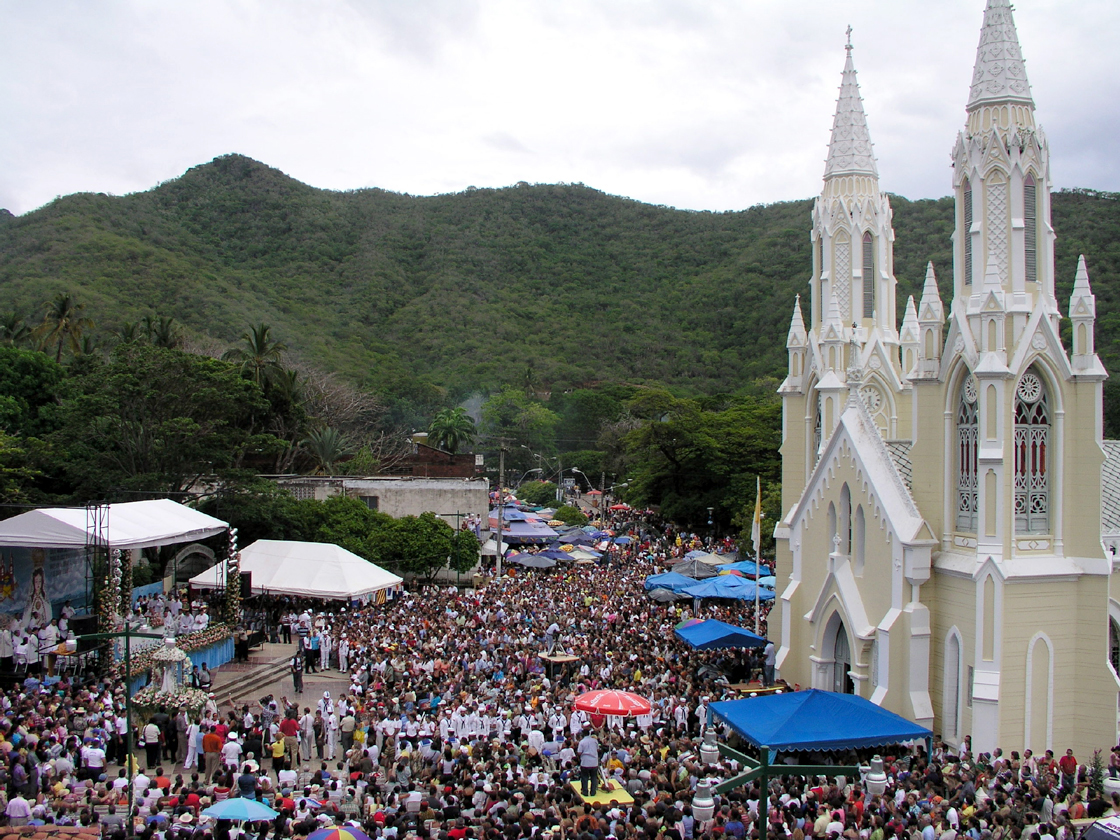
Basílica Menor de Nuestra Señora del Valle durante as festividades da Virgem del Valle.

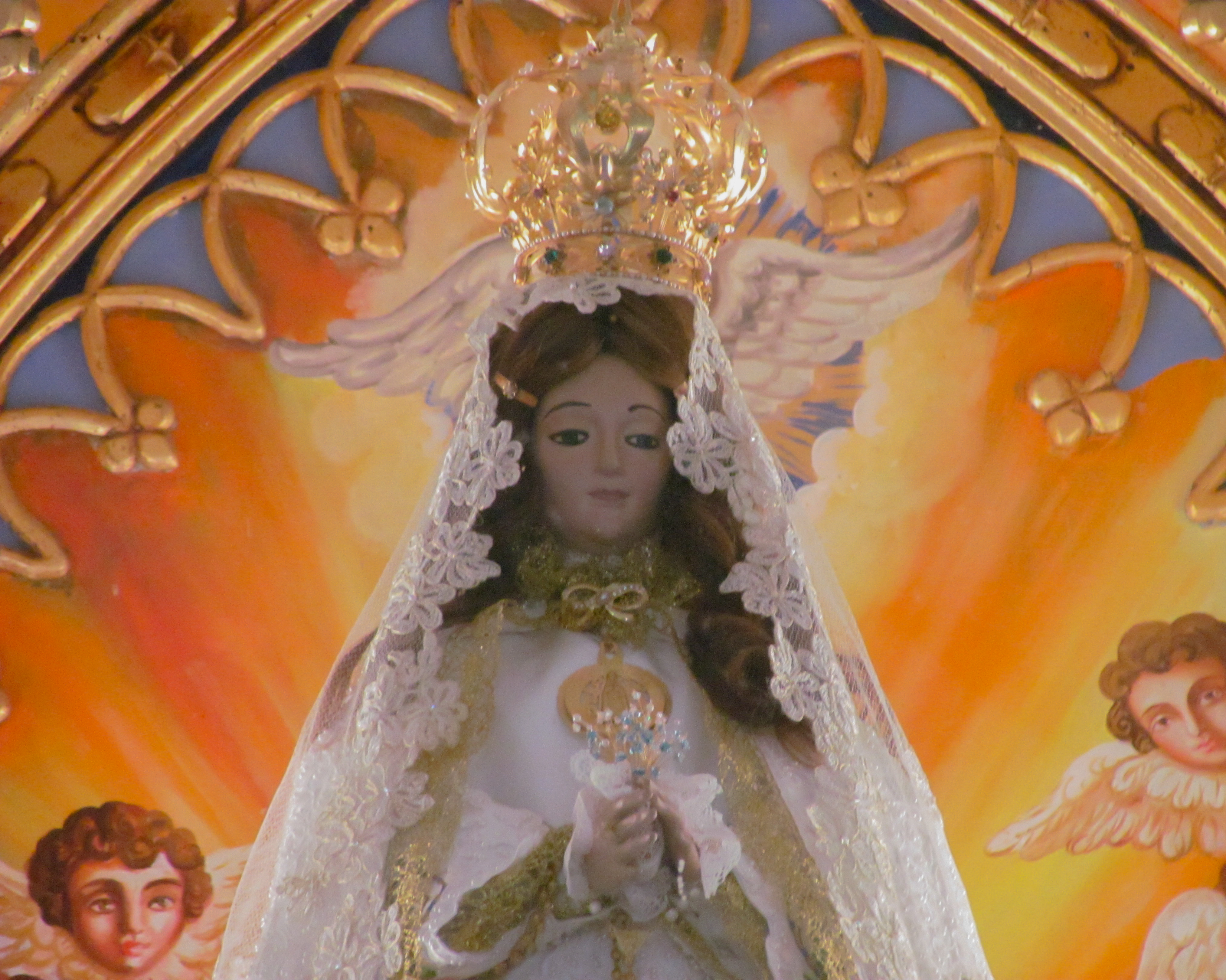
Foto da Virgem del Valle na Basílica do Vale.

A população do estado é predominantemente católica, o que se evidencia pelas igrejas presentes na região. Entre as mais importantes estão a Basílica Menor de Nossa Senhora do Vale (no Vale do Espírito Santo), a Catedral de La Asunción, a Igreja de San Juan Evangelista (em Juangriego), a Igreja Paroquial de San Juan (em San Juan Bautista), a Igreja de San Nicolás de Bari (Porlamar), a de San José de Paraguachi, além de outras igrejas e capelas menores em Santa Ana, Punta de Piedras, Porlamar, Pampatar e em praticamente todos os vilarejos da ilha.
A padroeira do leste venezuelano é a Virgem del Valle, e na localidade de El Valle del Espíritu Santo está localizada a Basílica Menor de Nuestra Señora del Valle, destino de peregrinação dos habitantes das ilhas Margarita, Coche e Cubagua para homenageá-la em seu dia.
Além disso, é importante destacar a crescente atividade da comunidade cristã protestante, que está presente na ilha há mais de 100 anos, trazida por missionários batistas dos Estados Unidos. Eles fundaram a primeira igreja cristã de toda a região, chamada "Ebenezer", na localidade de El Tirano, conhecida como Capela Ebenezer. Atualmente, ela ainda está em funcionamento no município de Antolín del Campo.
Na cidade de Juan Griego, encontramos o clérigo frade Nicolás de Igualada, que começou a construir a igreja de San Juan Evangelista em 1846, seguindo um estilo arquitetônico gótico. Na capital de Nueva Esparta, La Asunción, está localizada uma das edificações religiosas mais importantes da ilha: a Catedral de Nossa Senhora de La Asunción, construída em 1571, considerada uma das primeiras construções religiosas da América Latina. Na localidade de Los Robles, há uma igreja dedicada à Virgem de La Pilarica, que abriga uma imagem dessa virgem feita de ouro maciço, que, segundo a lenda, foi doada pela rainha da Espanha, Juana "La Loca".
Em Pampatar, encontra-se a igreja do Cristo do Bom Viagem, que leva esse nome devido à preferência dos pescadores pela imagem religiosa. A construção foi concluída em 1748, sob a supervisão do chefe militar Don Antonio de la Espada. Como curiosidade, nessa igreja há um fresco das Almas, pintado por Pedro López, avô de Don Andrés Bello.
Na localidade de Santa Ana, pode-se ver a igreja que leva o nome do povoado. Sua construção começou em 1749, durante o governo do governador José Longart e Cabián. Foi nesse local que Simón Bolívar foi reconhecido como Chefe Superior da República em 1816, no nascimento da Terceira República.
Em Porlamar, capital comercial do estado, encontra-se a Igreja de San Nicolás de Bari, cuja construção começou em 1853 e foi interrompida diversas vezes até ser concluída em 1955, quando o monsenhor Crisanto Mata Cova, bispo da diocese de Cumaná, abençoou o cruzeiro, a cúpula e o presbitério. Nessa igreja, realiza-se culto ao santo que dá nome ao local, sendo considerada a igreja mais imponente do estado devido ao seu tamanho.
Também no povoado de Paraguachí, encontra-se a igreja de Paraguachí, construída por volta de 1598, sob a supervisão de Don Simón Bolívar, ascendente do Libertador. Em sua antiga torre, o Marquês de Mainteson deixou incrustados dois pratos de porcelana. Nessa igreja, venera-se São José.
Além disso, na ilha há uma diversidade de religiões, entre as quais se destacam o islamismo e o judaísmo, com a presença de mesquitas e sinagogas.

## Economia

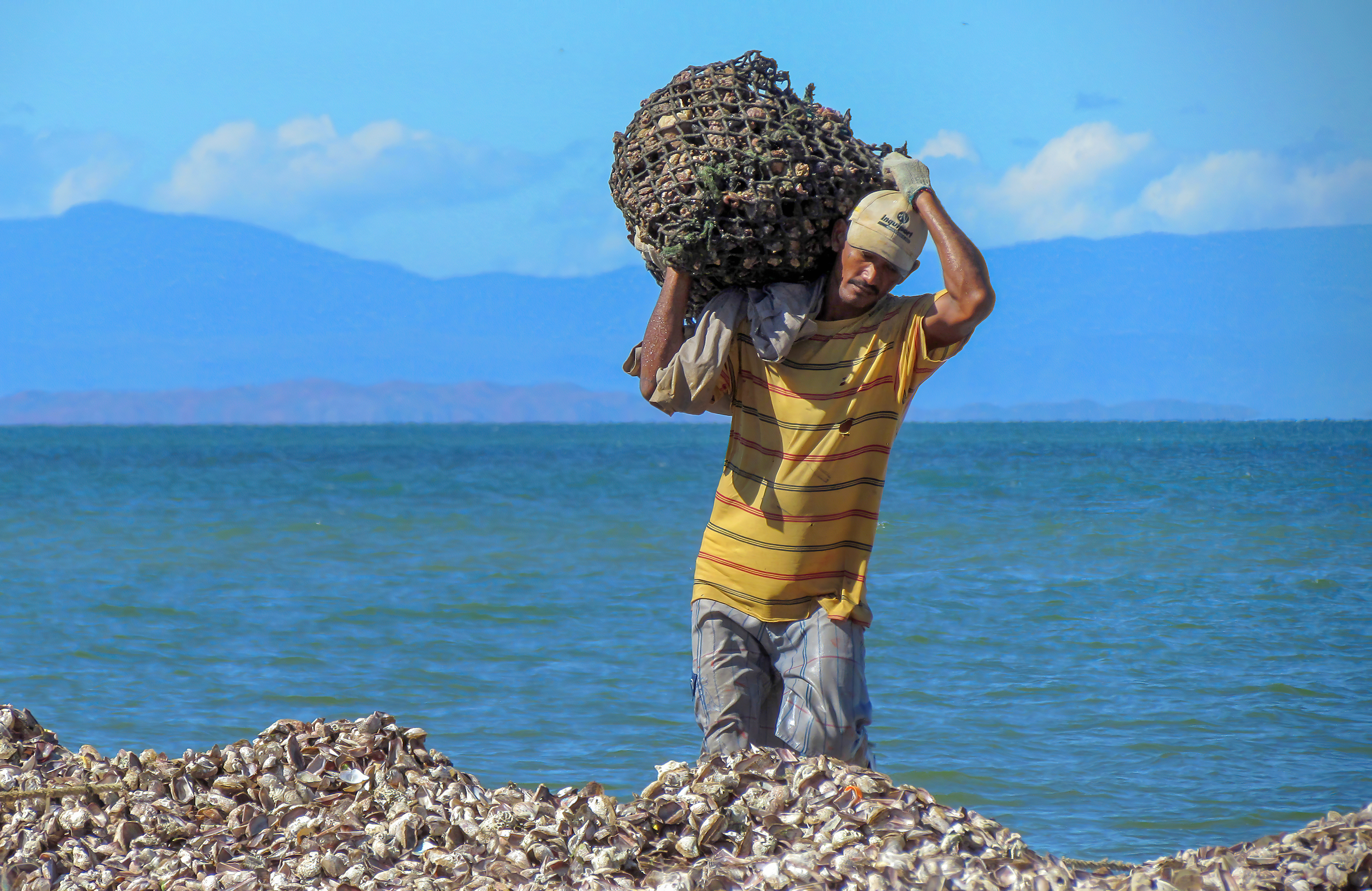
Pescador de "Pata e Cabra" (Arca zebra) em Punta de Piedras.

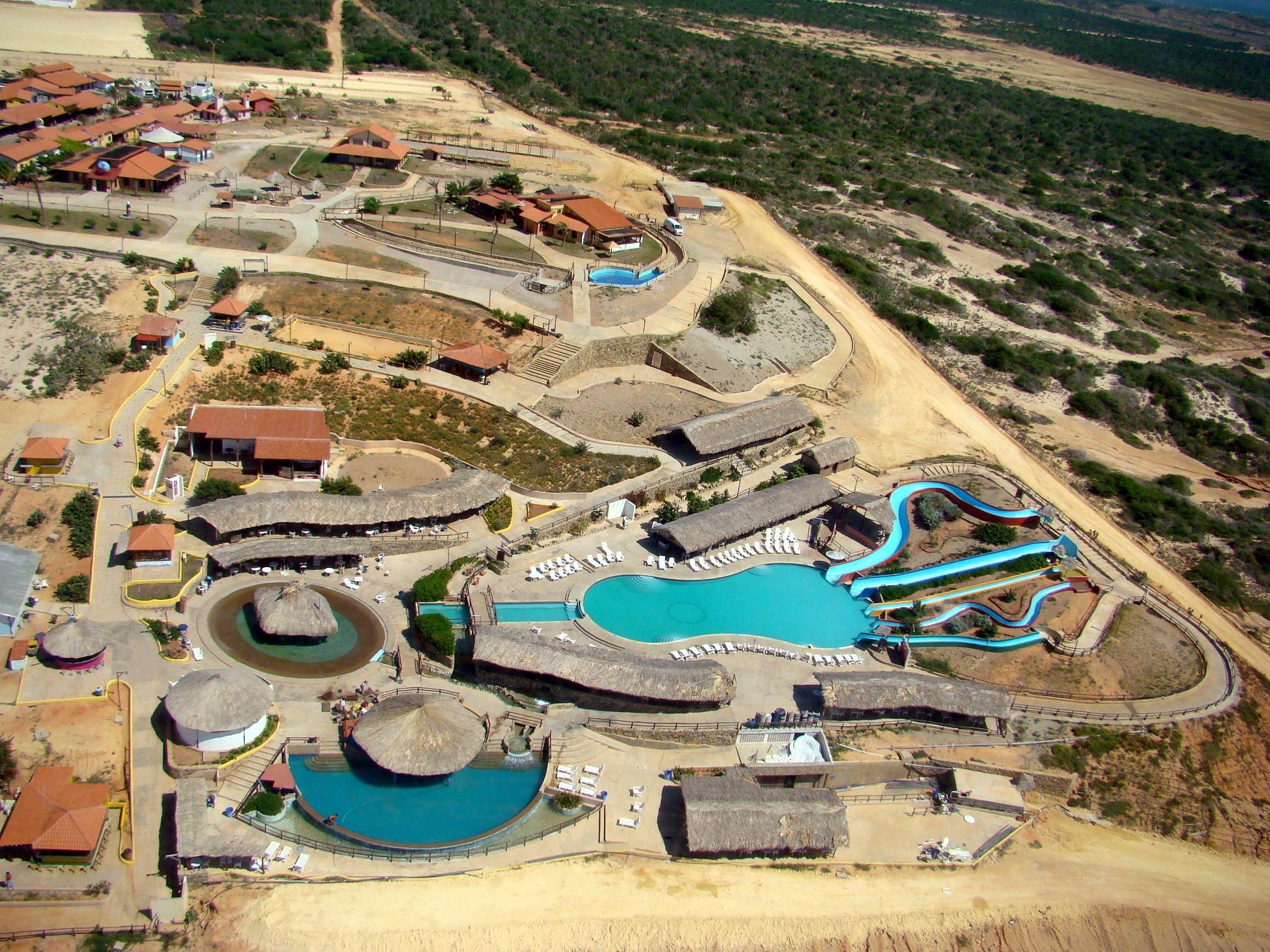
Parque de atrações El Reino Musipán

A agricultura e a pecuária foram reativadas e contribuem com a produção de berinjela, milho, melão, pimentão e tomate, além de caprinos, suínos e aves. A produção pesqueira também é relevante, com destaque para espécies como: agulha, anchova, atum, pargo, corocoro, lamparosa, carapau, bicuda, tubarão e sardinha, além de mariscos como camarão e lagosta (crustáceos); e moluscos como mexilhão, lula, chipichipi, ostra e outros. Além disso, a agricultura é uma atividade econômica complementar, com destaque para o cultivo de berinjela, milho, melão, pimentão e tomate, além da criação de aves, caprinos e suínos. Na década de 2020, houve esforços para impulsionar o cultivo de algas marinhas.
Nos últimos anos, a ilha de Margarita enfrentou uma redução populacional devido à diáspora venezuelana. A ilha tornou-se um destino de descanso e fuga para os habitantes de grandes cidades venezuelanas, como Caracas, Maracaibo, Barquisimeto e Valencia.
O turismo já foi a principal fonte de renda da ilha, com muitos hotéis e áreas de lazer para os visitantes. A piscicultura, embora em menor escala, também desempenha um papel importante no desenvolvimento econômico do estado.

### Turismo
A Ilha de Margarita já foi um dos principais destinos turísticos da Venezuela, recebendo mais de 2.711.000 turistas em 2009. No entanto, de acordo com Francisco Briceño, presidente da Federação de Profissionais de Turismo da Venezuela, em 2016, a ilha recebeu apenas 480.000 visitantes. A ilha possui praias adequadas para surf, mergulho, windsurf, kitesurf e outros esportes aquáticos, além de povoados coloniais históricos.
Na ilha, existem várias fortificações espanholas antigas (castelos, fortins e fortalezas), que são consideradas patrimônio nacional.
A Ilha de Margarita também abrigava grandes complexos turísticos, como o resort Laguna Mar e parques temáticos como El Reino de Musipán e Parque El Agua (o primeiro parque aquático de toda a Venezuela). No entanto, devido à crise econômica, esses locais foram fechados e abandonados, restando apenas as ruínas do que um dia foram.

## Cultura

### Gastronomia
Um dos pratos mais representativos da ilha é o **pabellón margariteño**, uma variação do tradicional pabellón criollo, em que a carne desfiada é substituída por carne de tubarão guisada. Também são consumidos peixes fritos ou grelhados, como o corocoro, o pargo, o carite e a catalana, que são acompanhados por arepas ou casabe. Outro prato típico é a torta de cazón, um pastel feito com o mencionado peixe guisado, ovos e tiras de banana frita.
Outros pratos típicos, derivados do mar, podem incluir moluscos e crustáceos, como mexilhões, amêijoas, ouriços-do-mar, caranguejo, lagostins, camarões, entre outros, preparados de diversas formas.
Na década de 2020, o licor de **ají margariteño** ganhou destaque como produto local.